# Episodi di 8 sotto un tetto (ottava stagione)
L'ottava stagione della serie televisiva 8 sotto un tetto è andata in onda originariamente negli Stati Uniti d'America sul canale ABC dal 20 settembre 1996 al 9 maggio 1997.
In Italia è stato trasmesso dal 5 al 31 agosto 1998 su Italia 1.
| nº | Titolo originale               | Titolo italiano               | Prima TV USA      | Prima TV Italia |
| -- | ------------------------------ | ----------------------------- | ----------------- | --------------- |
| 1  | Paris Vacation (1)             | Parigi - 1ª parte             | 20 settembre 1996 | 5 agosto 1998   |
| 2  | Paris Vacation (2)             | Parigi - 2ª parte             | 20 settembre 1996 | 6 agosto 1998   |
| 3  | Paris Vacation (3)             | Parigi - 3ª parte             | 27 settembre 1996 | 7 agosto 1998   |
| 4  | Movin' On                      | Con un po' di malinconia      | 4 ottobre 1996    | 8 agosto 1998   |
| 5  | 3J in the House                | Una casa per 3J               | 11 ottobre 1996   | 10 agosto 1998  |
| 6  | Getting Buff                   | La scultura di Carl           | 18 ottobre 1996   | 11 agosto 1998  |
| 7  | Stevil                         | Il pupazzo diabolico          | 25 ottobre 1996   | 14 agosto 1998  |
| 8  | Karate Kids                    | Seguaci di Bruce Lee          | 1º novembre 1996  | 12 agosto 1998  |
| 9  | Home Again                     | Sorpresa                      | 8 novembre 1996   | 13 agosto 1998  |
| 10 | Nightmare at Urkel Oaks        | Compleanno da incubo          | 15 novembre 1996  | 15 agosto 1998  |
| 11 | Chick-a-Boom                   | Un ricevimento esplosivo      | 22 novembre 1996  | 16 agosto 1998  |
| 12 | The Jury                       | La giuria                     | 6 dicembre 1996   | 17 agosto 1998  |
| 13 | It Came Upon a Midnight Clear  | L'albero di Natale            | 13 dicembre 1996  |                 |
| 14 | Revenge of the Nerd            | Il cretino dell'anno          | 3 gennaio 1997    |                 |
| 15 | Love Triangles                 | Triangolo d'amore             | 17 gennaio 1997   |                 |
| 16 | Father Time                    | Modificando il futuro         | 31 gennaio 1997   | 22 agosto 1998  |
| 17 | Beauty and the Beast           | Le belle e la bestia          | 7 febbraio 1997   | 25 agosto 1998  |
| 18 | Le Jour d'amour                | Il giorno dell'amore          | 14 febbraio 1997  | 26 agosto 1998  |
| 19 | What Do You Know?              | Scontro fra titani            | 28 febbraio 1997  | 24 agosto 1998  |
| 20 | Odd Man In                     | Un favore da amico            | 14 marzo 1997     | 20 agosto 1998  |
| 21 | Flirting with Disaster         | Amori e disastri              | 28 marzo 1997     | 27 agosto 1998  |
| 22 | Pound Foolish                  | Un'invenzione per dimagrire   | 25 aprile 1997    | 29 agosto 1998  |
| 23 | The Brother Who Came to Dinner | Vecchi rancori                | 2 maggio 1997     | 28 agosto 1998  |
| 24 | A Pirate's Life for Me         | Intrappolati in mezzo al mare | 9 maggio 1997     | 31 agosto 1998  |

## Parigi - 1ª parte
- Titolo originale: Paris Vacation (1)
- Diretto da: Richard Correll
- Scritto da: Fred Fox, Jr. e Jim Geoghan

### Trama
- Nota. Nella trasmissione originale sulla ABC questo episodio e Parigi - 2ª parte erano uniti in un unico episodio da un'ora.

## Parigi - 2ª parte
- Titolo originale: Paris Vacation (2)
- Diretto da: Richard Correll
- Scritto da: Fred Fox, Jr. e Jim Geoghan

### Trama
- Nota. Nella trasmissione originale sulla ABC questo episodio e Parigi - 1ª parte erano uniti in un unico episodio da un'ora.

## Parigi - 3ª parte
- Titolo originale: Paris Vacation (3)
- Diretto da: Richard Correll
- Scritto da: Fred Fox, Jr. e Jim Geoghan

## Scontro fra titani
- Titolo originale: What do you know?
- Diretto da: Richard Correll
- Scritto da: Fred Fox, Jr. e Jim Geoghan

### Trama
Eddie decide di partecipare ad un quiz televisivo con l'obiettivo di vincere una macchina, e per rendere le cose più facili usa la camera di trasformazione per guadagnare l'intelligenza di Steve. Anche Steve decide di partecipare per dimostrare di essere invincibile.
- Altri interpreti: Cherie Johnson (Maxine), David Ruprecht (Lee), Monty Hoffman (Lyle), Leo D. Frank III (Stage Manager)